# Himantoglossum affine
Himantoglossum affine là một loài thực vật có hoa trong họ Lan. Loài này được (Boiss.) Schltr. mô tả khoa học đầu tiên năm 1918.